# 신원초등학교 (경기)
신원초등학교는 대한민국 경기도 고양시 덕양구에 있는 공립 초등학교이다.

## 학교 연혁
- 1949.04.01. 원당국민학교 신원분교 개교
- 1957.10.31. 원당국민학교 신원분교장 승격
- 1961.11.11. 삼송국민학교 신원분교장 편입
- 1968.03.01. 신원국민학교 승격 인가
- 1968.03.09. 개교식 거행
- 1969.02.14. 제1회 졸업식 거행
- 1981.03.01. 신원국민학교 병설 유치원 인가
- 1981.03.06. 신원국민학교 병설 유치원 개원
- 1996.03.01. 신원초등학교로 교명 변경
- 2009.03.01. ~ 2012.02.29. 신원초등학교 병설유치원 휴원
- 2012.09.01. 제15대 문명순 교장 취임
- 2013.03.01. 신원초등학교 신축 건물로 이전
- 2013.03.01. 신원초등학교 병설유치원 개원
- 2014.02.12. 병설유치원 졸업식(졸업생 58명)
- 2014.02.19. 제46회 졸업식 거행(졸업생 36명)